# Pheidole wolfringi
Pheidole wolfringi är en myrart som beskrevs av Auguste-Henri Forel 1908. Pheidole wolfringi ingår i släktet Pheidole och familjen myror.

## Underarter
Arten delas in i följande underarter:
- P. w. durionei
- P. w. wolfringi